# 푸른일삼일팔
주식회사 푸른 일삼일팔은 2000년에 설립된 교육 전문 기업이다. 주식회사 참누리 넷 인터넷 방송국으로 설립하여 일삼일팔클래스의 운영을 시작하였다. 그 뒤 2001년에 회사 명칭을 참누리로 변경하였고, 2004년에 다시 명칭을 푸른 일삼일팔로 바꾸어 지금에 이르고 있다. 2005년에 미래엔 컬처 그룹의 계열사가 되었다.

## 역대 대표이사
- 김교현(2000년 3월 ~ 2001년 10월)
- 구병진(2001년 11월 ~ 2005년 4월)
- 유하상(2005년 5월 ~ 2006년 11월)
- 안성용(2006년 12월 ~ 2007년 9월)
- 이승재(2007년 10월 ~ 2008년 9월)
- 강석운(2009년 8월 ~ )

## 제휴사
- 경찰청
- 대한민국 육군
- 대한민국 공군
- 국민은행
- 다음
- KT
- 대우조선해양
- 서울특별시 양천구청
- 대교
- 삼성 테스코
- 아이스테이션
- 배재대학교
- MBC 아카데미
- 조이넷
- 맨투맨
- 한림성심대학
- 외환은행
- 사이버패스
- 코리아닷컴
- 확인영어사
- 고려 이스쿨